# Doc Evans
Paul Wesley „Doc“ Evans (* 20. Juli 1907  in Spring Valley, Minnesota; † 10. Januar 1977 in Minneapolis) war ein US-amerikanischer Jazz-Trompeter (Kornett) des Dixieland Jazz.
Evans war der Sohn eines Methodistenpfarrers, der allerdings starb, als er erst zwei Jahre alt war, erhielt als Kind Klavierstunden und begann auf der High School Schlagzeug und später Saxophon zu spielen. Auf dem Carleton College in Northfield (Minnesota), wo er auf ein Lehrerexamen in Englisch studierte (B.A. 1929), wechselte er als Mitglied einer Tanzband gelegentlich schon zum Kornett. Ab Ende der 1920er Jahre spielte er professionell sein neues Hauptinstrument in Tanz- und Dixielandbands um Minneapolis, wie der von Norvy Mulligan. Auch in der Zeit der Depression blieb er der Musik, und speziell dem Dixieland-Stil treu, perfektionierte seine Technik (seine Haupt-Vorbilder waren Bix Beiderbecke und Louis Armstrong) und übernahm im beginnenden Revival 1940 eine eigene Band (im „Mitch´s“ in Mendota). Teilweise lukrative Angebote, in Swing-Orchestern mitzuspielen (Claude Thornhill, Ray McKinley)  oder den heimatlichen Mittleren Westen zu verlassen, schlug er aus. 1947 veröffentlichte er seine ersten eigenen Platten bei Disc Records und zog nach Chicago, wo er im „Jazz Limited“ (1947 gegründet vom Klarinettisten Bill Reinhardt) und anderen Clubs spielte. Landesweite Tourneen und zahlreiche Aufnahmen (u. a. für die Labels Joco und Dublin) machten ihn bekannt.
1952 kehrte er nach Minneapolis zurück, wo er zeitweise eine eigene TV-Sendung („This is Dixieland“) hatte. Er tourte in den 1950er Jahren regelmäßig im Mittleren Westen, gab gut besuchte Konzerte im Walker Art Center in Minneapolis („Doc Evans Dixieland Concerts“, mit Frank Gillis, teilweise auf dem Label Soma erschienen) und veröffentlichte eine Reihe von Platten für Audiophile Records. 1958 hatte er einen eigenen „The Rampart Street Club“ in Mendota, der bis 1961 bestand und in dem er regelmäßig mit eigener Band spielte. Bis in die 1970er Jahre war Evans eine feste Größe in der Jazzszene von Minneapolis und trat regelmäßig auf Festivals wie dem „Bix Beiderbecke Festival“ auf. Ein Höhepunkt seiner Karriere war, 1970 eingeladen zu werden auf dem Konzert zum 70. Geburtstag von Louis Armstrong in Los Angeles zu spielen. In den 1960er Jahren begann er sich auch für klassische Musik zu interessieren (Cello) und leitete in seinem Wohnort Bloomingdale ein eigenes Orchester. In den 1970er Jahren unterrichtete er daneben auch Jazzgeschichte und war in der Gewerkschaft aktiv.
„Dixieland Jazz“ war für Evans eine lebendige, sich fortentwickelnde Musik und die historischen „Pioniere“ durchaus nicht sakrosankt. In seinen Bands legte er viel Wert auf Ensemblespiel und Kollektivimprovisationen.
Seit 1999 findet in Minnesota jährlich ein „Doc Evans Jazz Festival“ statt. Inzwischen sind viele seiner über vierzig Platten auf CD neu herausgegeben worden (z. B. bei Jazzology).

## Auswahldiskographie
- 1947 – Original Dixieland Jass Band Classics und New Orleans Rhythm Kings Classics, mit  Dixieland Five, mit Eddie Hubble (Posaune), Ed Sullivan (Klavier), George Wettling (Schlagzeug) und Tony Parenti (Klarinette) (Disc Records)